# Lobelia donanensis
Lobelia donanensis är en klockväxtart som beskrevs av Pieter van Royen. Lobelia donanensis ingår i släktet lobelior, och familjen klockväxter. Inga underarter finns listade i Catalogue of Life.